# Bety Reis
Bety Reis, nascida como Nívea Elisabeth C. dos Reis (Timor-Leste, 1983) é uma atriz, produtora e a primeira cineasta timorense. Cresceu durante a ocupação indonésia de Timor-Leste (entre 1975 e 1999) e é, desde 2010, directora da Dili Film Works, uma produtora localizada em Timor-Leste que tem como objetivo criar uma cultura cinematográfica e televisiva no país.

## Percurso
Reis iniciou a sua carreira artística no grupo de teatro e música timorense Bibi Bulak, grupo que utiliza as artes como ferramenta para educação pública, explorando questões relacionadas com Timor-Leste, nomeadamente a violência doméstica, VIH/SIDA, igualdade de género, direitos legais, ambiente, saúde e a História de Timor-Leste. Em 2009, fez parte da equipa de casting do filme australiano Balibó.
Um ano depois, em 2010, fez parte do elenco da primeira novela timorense, Wehali. Nesse mesmo ano, fundou a Dili Film Works, a primeira produtora de filmes e telenovelas timorenses, em conjunto com José da Costa e Gaspar Sarmento.
Em 2013, realizou, em conjunto com o italiano Luigi Acquisto, A Guerra de Beatriz, a primeira longa-metragem timorense realizada em tétum na qual trabalharam mais de 60 timorenses, tendo recebido um prémio de cerca de 58 mil euros no 44.º Festival de Cinema da Índia. O filme explora o papel da mulher na luta e resistência da nação pela independência contando uma história de amor inspirada num caso verídico francês do século XVI, sobre Bertrande de Rols e o seu marido Martin Guerre. O enredo tem início em setembro de 1975, com o casamento de Beatriz e Tomás numa pequena aldeia em Timor. Com a invasão indonésia, o casal passa por diversas dificuldades, Beatriz engravida e Tomás desaparece.
Em 2016, foi produtora do documentário A Criança Roubada em conjunto com Stella Zammatarodo, retratando a realidade timorense durante a ocupação indonésia, onde mais de 4000 crianças timorenses foram levadas ilegalmente para esse país.

## Reconhecimentos e Prémios

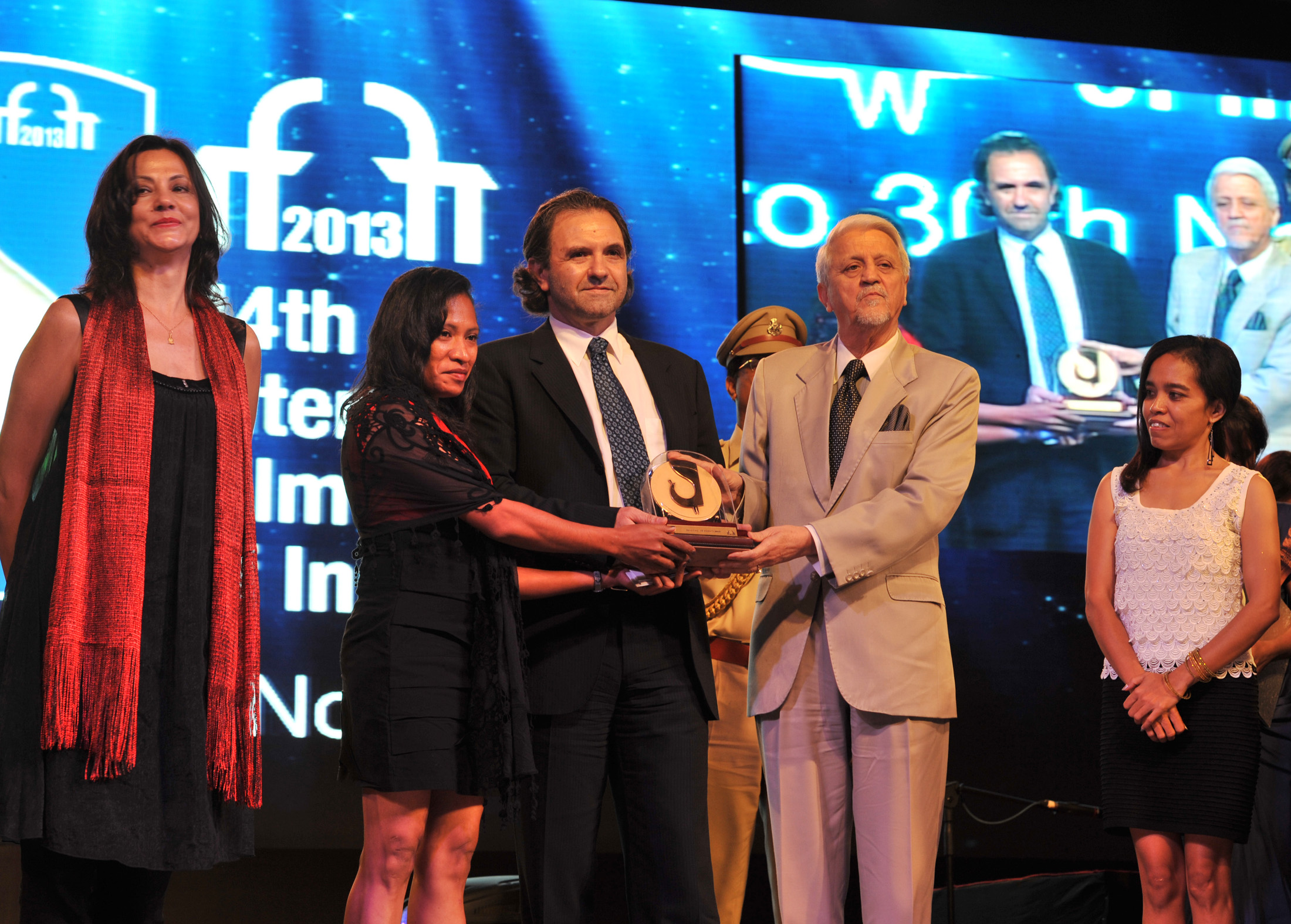
Bety Reis recebe o prémio Pavão de Ouro na categoria de melhor filme no 44.º Festival de Cinema da Índia em 2013.

A sua longa-metragem, A Guerra de Beatriz, foi exibida no Festival de Cinema de Adelaide, em 18 de outubro de 2013, festival realizado na cidade de Adelaide, Austrália. 
Nesse mesmo ano, o filme recebeu o prémio Pavão de Ouro na categoria de melhor filme no 44.º Festival de Cinema da Índia.

## Filmografia
A sua filmografia é composta por:
- 2013, A Guerra de Beatriz, Díli Film Works e Fair Trade Films [8]
- 2016, A Criança Roubada, Díli Film Works